# Galloanserae
O clado de aves batizado de Galloanserae (Sibley, Ahlquist & Monroe 1988) ou galoânseras inclui as ordens Galliformes, Craciformes e Anseriformes, e provavelmente os grupos extintos dos Diatrymiformes e Dromornithiformes. São o grupo mais basal das Neornithes, sendo o outro constituído pelas Neoaves.
Etimologia: Latim gallus "galo" e anser "ganso".